# Razmikanje morskega dna
Razmikanje morskega dna je proces, ki se zgodi na morskem dnu na srednjeoceanskem hrbtu, kjer se z vulkanskim delovanjem tvori nova oceanska skorja in se postopoma odmakne od grebena vodoravno na obe strani proti oceanskemu robu kjer spet potone v plašč. Predhodne teorije (npr. Alfred Wegener in Alexander du Toit) premikanja celin so domnevale, da so se celine prebile skozi morje. Zamisel, da se morsko dno samo premika (in nosi s seboj tudi celine), ko se širi iz osrednje osi, je leta 1962 predlagal morski geolog Harry Hess s Princetonove univerze.  Teorija je sedaj dobro sprejeta in znano je, da je pojav nastal s konvekcijskimi tokovi v astenosferi, ki je duktilna ali plastična in krhka litosfera (skorja in zgornja ploskev).

## Vzrok
Po Hessu je za razmikanje morskega dna kriva konvekcija plašča. Konvekcija je cirkulacijski mehanizem, ki ga povzroča dviganje vročega in tonjenje hladnega materiala. Vroči material je redkejši in se dviguje, hladni je gostejši in tone. Hidrotermalni zračniki so pogosti v centrih razmikanja. Čeprav si je težko predstavljati, da se trdne kamnine plašča obnašajo kot tekočina, je v dolgih časovnih obdobjih mogoče, da so se vroče kamnine plašča plastično deformirale. 

## Topografija morskega dna

### Srednjeoceanski hrbet
Obstoj hrbta in njegovega visokega toplotnega toka je vzrok za dvigovanje vročih kamnin plašča, s čimer so povezane tudi bazaltne erupcije na sredi hrbta (tu so kamnine plašča bolj vroče in so podvržene delnemu taljenju). Ko se vroče kamnine dvigujejo se razlivajo in odtekajo blizu površine ter se pomikajo vodoravno na vsaki strani hrbta, kar povzroča napetosti ter nastanek riftne doline in z njo povezanih plitkih potresov. 

### Oceanske brazde
Ker so kamnine plašča vodoravno odmaknjene od bokov hrbta, s sabo odnašajo tudi morsko dno, to je bazaltno morsko skorjo. Vroče kamnine se gibljejo, se ohladijo in postanejo gostejše, zaradi česar tonejo globlje pod površino oceana in se sčasoma potopijo nazaj v plašč. To pojasnjuje obstoj oceanskih brazd in njihov nizek toplotni tok, kot tudi veliko negativno gravitacijsko anomalijo, ki se zgodi zato, ker potopitev hladnih kamnin povzroča silo, ki drži brazdo zunaj izostatičnega ravnovesja.
Ker morsko dno potone v plašč, se pojavi jarkom brazdo. Ta pojav povzroči nastanek andezitnih vulkanov, ki so nastali bodisi na robovih kontinentov bodisi kot otoški loki.

### Starost morskega dna
Hessova hipoteza odlično pojasnjuje majhno starost oceanske skorje (<200 milijonov let). Novo, mlado morsko dno kontinuirano nastaja z bazaltnimi erupcijami na bokih hrbta. Za tem se premik izvaja s konvekcijo plašča in tone na oceanske brazde. Tako se stara oceanska skorja nenehno uničuje, nova pa tvori boke hrbtov. To pomeni, da hipoteza pomeni, da je najmlajša oceanska skorja na bokih hrbta, medtem ko so kamnine postopoma starajo, ko se približujejo oceanski brazdi. 

## Pomen ideje
Hess je dal odlično razlago oceanske topografije, relativno mlade dobe oceanske skorje in relativno tanek sloj sedimentov na dnu oceana. Kasneje se je pokazalo da so njegove predpostavke o progresivnem staranju kamnin z odmikanjem od hrbta točne. 
Čeprav se je kasneje pokazalo, da se morsko dno ne obnaša kot tekoča snov, ampak da je proces bolj zapleten, pa lahko trdimo, da je bila Hessova ideja pomembne temelj za vzpostavitev teorije v geologiji – teorije tektonike plošč. Še vedno se razpravlja o tem ali je prenos raztezanja vzrok razmikanja morskega dna, tj. premikanja litosfernih plošč. 